# Amdamdes
Amdamdes ist eine Deutschpunkband aus Landshut, die derzeit bei Nix-Gut Records unter Vertrag steht. 2013 wurden zwei Tonträger der Band von der Bundesprüfstelle für jugendgefährdende Medien (BPjM) indiziert.

## Geschichte
Amdamdes, der Name leitet sich von der Fernsehsendung Am dam des ab, wurde 2003 gegründet. Ein Jahr später erschien das Demo Tötet den Clown. Es folgte 2006 eine weitere Aufnahme mit dem Titel Ausgerutscht und hingefallen, die jedoch nie veröffentlicht wurde. 2008 erschien das zweite Demo Koks und Nutten. Schließlich unterschrieb die Band bei Nix-Gut Records und veröffentlichte dort ihr Debütalbum Guten Morgen Deutschland. Das Album wurde von Martin K. (Rasta Knast) produziert.
Am 12. November 2012 regte das Landeskriminalamt Bayern bei der Bundesprüfstelle für jugendgefährdende Medien (BPjM) eine Indizierung des Tonträgers an. Am 7. Dezember 2012 erfolgte die Indizierung, die Bekanntmachung erfolgte im Bundesanzeiger vom 17. Dezember 2012 zunächst auf Liste B. Einer Entscheidung vom 2. Mai 2013 folgend wurde der Tonträger dann der Liste A zugeordnet. Damit unterliegt er nicht dem Verbreitungsverbot, sondern lediglich einem Jugendverbot. Die Band wurde eigenen Angaben nach erst am 5. April informiert, als Polizisten bei einem Konzert in Rottenburg an der Laaber den Indizierungsbescheid übergaben. Ursächlich für die Indizierung ist eine Coverversion des Slime-Liedes Polizei SA/SS sowie das bandeigene Stück Scheiße bitte, das nach Ansicht der BPjM zur Gewalt gegen Polizisten aufrufen würde.
Seit der Indizierung hat die Band vermehrt Probleme live aufzutreten. So würden nach Aussage der Band Polizisten an die Veranstalter herantreten und behaupten, die Band würde einem deutschlandweiten Auftrittsverbot unterliegen. Um dagegen vorzugehen, hat die Band einen Rechtsanwalt eingeschaltet.
2013 spielte die Band auf dem Labertal-Festival in Schierling mit unter anderem Dog Eat Dog und Dendemann. Am 23. Oktober 2013 folgte die Indizierung des ersten Demos, das seit 2004 nicht mehr hergestellt wurde. Bei der Indizierung ist fälschlicherweise Nix-Gut Records als Label aufgeführt.

## Stil
Amdamdes spielen politischen Deutschpunk, der sich gegen das System, Polizei und Neonazis wendet. Neben den politischen Themen geht es in den Liedern auch um Alkoholkonsum und Feiern. Dabei greift die Band bewusst auf Klischees der  1980er Jahre Punkbewegung zurück und drückt dadurch ihre Szeneverbundenheit aus. Die Musik ist simpel gehalten und besteht meist nur aus drei bis vier Akkordfolgen. Die Band hat drei Sänger, die abwechselnd den Gesang übernehmen.

## Diskografie
- 2004: Tötet den Clown (Eigenproduktion, indiziert)
- 2008: Koks und Nutten (Eigenproduktion)
- 2011: Guten Morgen Deutschland (Nix Gut Records, indiziert)